# R298 (Russland)
Die R298 ist eine Fernstraße föderaler Bedeutung in Russland. Sie führt von Kursk in östlicher Richtung über Woronesch zur R22 Kaspi bei Borissoglebsk. Sie ist 442 km lang und Teil der Europastraße 38 von Hluchiw in der Ukraine über Oral nach Schymkent in Kasachstan. Ebenfalls ist sie ein Teil der Asian Highway 61.
Die Straße erhielt die Nummer R298 im Jahr 2010. Zuvor trug sie die Nummer A144. Der früher zur A144 gehörige Abschnitt von Borissoglebsk nach Saratow gehört seit den 1990er-Jahren als Zweigstrecke zur R22 (bis 2010 M6).

## Verlauf
Oblast Kursk
000 km – Kursk
018 km – Bessedino
068 km – Tim
136 km – Abzweig nach Gorschetschnoje (3 km)
Oblast Woronesch
160 km – Abzweig nach Nischnedewizk (2 km)
198 km – Abzweig nach Latnaja (3 km)
203 km – Abzweig nach Streliza (4 km)
211 km – Abzweig nach Semiluki (5 km)
220 km – Woronesch (Zentrum)
233 km – Woronesch (Einmündung in die M4 Don)
241 km – Nowaja Usman (zusammen mit der M4)
257 km – Rogatschewa (Abzweigung von der M4)
325 km – Anna
358 km – Archangelskoje
398 km – Listopadowka
418 km – Werchni Karatschan
436 km – Gribanowski
442 km – Anschluss an die R22 Kaspi

## Früherer weiterer Verlauf bis Saratow
(heute Zweigstrecke der R22)
006 km (448 km) – Borissoglebsk
Oblast Saratow
089 km (531 km) – Balaschow
158 km (600 km) – Kasatschka
194 km (636 km) – Kalininsk
219 km (661 km) – Lyssyje Gory
316 km (758 km) – Saratow